# Rekinado
Rekinado (ang. Sharknado) – amerykański film z gatunku horror science-fiction z 2013 roku wyprodukowany przez firmę The Asylum.
Premiera filmu miała miejsce 11 lipca 2013 roku na amerykańskim kanale Syfy.

## Fabuła
Ogromny huragan powoduje zalanie zachodniego wybrzeża USA i sprowadza w jego rejony setki głodnych rekinów. Nadmorski bar dla surferów zostaje zniszczony przez wielkie fale. Jego właściciel Fin (Ian Ziering), wyrusza w niebezpieczną przeprawę przez zalane tereny Los Angeles. Mężczyzna wraz z grupką przyjaciół stara się dotrzeć do mieszkania byłej żony April (Tara Reid), aby ocalić swoją rodzinę. Bohaterowie muszą stawić czoła krwiożerczym żarłaczom. Wkrótce okazuje się, że to nie koniec problemów. W kierunku miasta nadciągają trzy gigantyczne trąby powietrzne niosące żarłoczne rekiny.

## Obsada
- Tara Reid – April Wexler
- Ian Ziering – Finley „Fin” Shepherd
- John Heard – George
- Cassie Scerbo – Nova Clarke
- Jaason Simmons – Baz
- Chuck Hittinger – Matt Shepherd
- Aubrey Peeples – Claudia Shepherd
- Diane Chambers – Agnes
- Julie McCullough – Joni Waves
- Robbie Rist – Robbie

i inni

## Odbiór
Film zdobył popularność między innymi dzięki Twitterowi. Rekinado okazało się telewizyjnym hitem w takim stopniu, że trafiło do kin w USA, a Syfy zaprezentowało pięć sequeli